# Горохове Озеро (Псковська область)
Горохове Озеро (рос. Гороховое Озеро) — присілок в Островському районі Псковської області Російської Федерації.
Населення становить 17 осіб. Входить до складу муніципального утворення Бережанская волость.

## Історія
Від 2015 року входить до складу муніципального утворення Бережанская волость.

## Населення
| 2001 | 2002 | 2010 |
| ---- | ---- | ---- |
| 30   | ↘13  | ↗17  |